# Volcán El Elegante
Volcán El Elegante är en vulkan i Mexiko.   Den ligger i delstaten Sonora, i den nordvästra delen av landet, 2 000 km nordväst om huvudstaden Mexico City. Toppen på Volcán El Elegante är 297 meter över havet.
Terrängen runt Volcán El Elegante är platt åt nordost, men åt sydväst är den kuperad. Terrängen runt Volcán El Elegante sluttar österut. Runt Volcán El Elegante är det mycket glesbefolkat, med 4 invånare per kvadratkilometer. Det finns inga samhällen i närheten. Trakten runt Volcán El Elegante är ofruktbar med lite eller ingen växtlighet.